# Língua protoitálica
Língua protoitálica refere-se como uma forma obsoleta das línguas itálicas, incluindo particularmente o latim, e por conseguinte seus descendentes, sendo estes as línguas românicas. Ela não é provada por base de escrituras, mas foi reconstituída por estudos através do método comparativo. O protoitálico é descendente da língua protoindo-europeia anterior.[carece de fontes?]

## Língua
Entretanto, como julgam notáveis linguistas e filólogos que têm estudado o assunto, se pegar o latim por exemplo, não tem como ele ter vindo diretamente ao primitivo indo-europeu, mas dele está separado por alguma unidade linguística subsequente como uma língua hipotética itálica anterior. Isso se dá pela as línguas itálicas (latim, osco, umbro, etc.) terem particularidades em comum. Daí surge o protoitálico (Também cogita-se a hipótese de uma língua chamada ítalo-céltico).